# Byrsonima sericea
Byrsonima sericea är en tvåhjärtbladig växtart som beskrevs av Dc.. Byrsonima sericea ingår i släktet Byrsonima och familjen Malpighiaceae. Inga underarter finns listade i Catalogue of Life.